# Stonkowate Peru
Stonkowate Peru – ogół taksonów chrząszczy z rodziny stonkowatych (Chrysomelidae), których występowanie stwierdzono na terenie Peru.

## Chrysomelinae
W Peru stwierdzono 158 gatunków:

- Calligrapha consors
- Calligrapha curvilinea
- Calligrapha matronalis
- Calligrapha percheroni
- Calligrapha percheroni fracta
- Calligrapha percheroni petiti
- Chrysomela cruentipennis mexicana
- Cosmogramma aureocincta
- Cosmogramma kingbergi
- Cosmogramma patricia
- Cosmogramma peruana
- Cosmogramma rufipes
- Cosmogramma unicincta
- Desmogramma brachycentra
- Desmogramma bigaria
- Desmogramma bisvittata
- Desmogramma callangaensis
- Desmogramma circulifera
- Desmogramma convexicollis
- Desmogramma discrepans
- Desmogramma elongata
- Desmogramma freyi
- Desmogramma hemisphaerica
- Desmogramma peruana
- Desmogramma polychordia
- Desmogramma semifulva
- Deuterocampa crux
- Deuterocampa leucomelaena
- Deuterocampa quadritaeniata
- Doryphora centrumpunctata
- Dorysterna festiva
- Dorysterna eugenia
- Dorysterna thalysia
- Elytromena flammigera
- Elytromena cauduroi
- Gavirga limbatella
- Gavirga peruana
- Leptinotarsa annuligera
- Leptinotarsa cordicollis
- Leptinotarsa fulvipennis
- Leptinotarsa geometrae
- Leptinotarsa monomorpha
- Leptinotarsa pentagrama
- Leptinotarsa xanthorrhoea
- Microtheca freyi
- Microtheca bechynei
- Microtheca lacustris
- Microtheca semilaevis
- Microtheca weyrauchi
- Parastilodes striatipennis occidentalis
- Phaedon consimilis
- Phaedon stilpnus
- Phaedon semimarginatus vafer
- Phaedon semimarginatus vafrum
- Phaedon consimilis
- Plagiodera amazonica
- Plagiodera areata
- Plagiodera baeri
- Plagiodera circellaris
- Plagiodera gounellei
- Plagiodera praecincta
- Plagiodera praetexta
- Plagiodera prasinipennis
- Plagiodera tumens
- Plagiodera weyrauchi
- Platyphora aenea
- Platyphora ambigua
- Platyphora amicta
- Platyphora anchoralis
- Platyphora antennalis
- Platyphora arcuata
- Platyphora bartletti
- Platyphora batesii
- Platyphora bettina
- Platyphora centumpunctata
- Platyphora chalybeofasciata
- Platyphora chanchamaya
- Platyphora chapuisi
- Platyphora chrysomeloides
- Platyphora cisseis
- Platyphora citrinella
- Platyphora connexa
- Platyphora decipiens
- Platyphora degandei
- Platyphora degeeri
- Platyphora diversipes
- Platyphora elegantula
- Platyphora erichsoni
- Platyphora eugenia
- Platyphora euchalca
- Platyphora fausta
- Platyphora festiva
- Platyphora flavimanna
- Platyphora flavipennis
- Platyphora flavoannulata
- Platyphora flavomarginata
- Platyphora fulvicollis
- Platyphora fulvicornis
- Platyphora fulvonatata
- Platyphora glabrata
- Platyphora hebe
- Platyphora hybrida
- Platyphora iantara
- Platyphora insularis
- Platyphora iquitoensis
- Platyphora javeti
- Platyphora janja
- Platyphora ligata
- Platyphora magnifica
- Platyphora lignosa
- Platyphora megistomelina
- Platyphora mirabilis
- Platyphora moyobamba
- Platyphora munda
- Platyphora nigropunctata
- Platyphora nigropunctata lurida
- Platyphora nora
- Platyphora nympha
- Platyphora oberthuri montana
- Platyphora opacicollis
- Platyphora ornata
- Platyphora oxapampa
- Platyphora penelope
- Platyphora petraea
- Platyphora pluviata irrorata
- Platyphora rubropunctata
- Platyphora scripta
- Platyphora selecta
- Platyphora seminigra
- Platyphora sexmaculata
- Platyphora sexplagiata
- Platyphora signifrons
- Platyphora stillata
- Platyphora submetallica
- Platyphora sugillata
- Platyphora taeniata
- Platyphora taeniata cyaneofasciata
- Platyphora testudo
- Platyphora tambilloana
- Platyphora thammi
- Platyphora thomsoni
- Platyphora thalysia
- Platyphora tina
- Platyphora transversofasciata
- Platyphora trivittata
- Platyphora ucayalis
- Platyphora ventricosa
- Platyphora vespertina
- Platyphora viridiornata
- Platyphora weyrauchi
- Platyphora zarina
- Prosicela signifera semilineata
- Prosicela spectabilis
- Prosicela desitnata
- Prosicela flavipennis
- Prosicela inornata
- Prosicela maculata
- Prosicela signifera
- Prosicela simplicipennis
- Pubistilodes rubrocincta
- Trichomela ambigua
- Trichomela elytropleuralis
- Zygogramma alternata
- Zygogramma flavotaeniata
- Zygogramma egregia
- Zygogramma weyrauchi

## Criocerinae
W Peru stwierdzono 27 gatunków:
- Lema amplipalpa
- Lema baeri
- Lema chanchamaya
- Lema curaca
- Lema degaullei
- Lema fraternalis
- Lema germari
- Lema lima
- Lema marcapatensis
- Lema mesoxantha
- Lema pachamama
- Lema peruana
- Lema speciosa
- Lema tapiana
- Lema tenuilimbata
- Lema varayoj
- Lema vitatipennis
- Lema weyrauchi
- Lema woytkowskii
- Lema batesii
- Lema dia
- Lema hebraica
- Lema hetaerina
- Lema mimula
- Lema picticornis
- Lema tunantina
- Neolema acroleuca
- Neolema callangaensis
- Neolema dorsalis
- Neolema ioptera
- Neolema praeclara
- Neolema pulchra
- Neolema socia
- Neolema idalia
- Neolema latefasciata
- Neolema nigrella
- Neolema nitidiceps
- Neolema pithys

## Cryptocephalinae
W Peru stwierdzono 42 gatunki:

- Griburius batesi
- Griburius congruus
- Metallactus peruanus
- Metallactus regulus
- Pachybrachis cariosus
- Pachybrachis darwini
- Lexiphanes acaroides
- Lexiphanes jacobyi
- Lexiphanes nigritarsis
- Lexiphanes obtrectatus
- Lexiphanes peruanus
- Lexiphanes pygidialis
- Lexiphanes rotundatus
- Lexiphanes suffriani
- Lexiphanes terminatus
- Lexiphanes umbrosus
- Cryptocephalus agricola
- Cryptocephalus alliaceus
- Cryptocephalus ambitiosus
- Cryptocephalus peruanus
- Cryptocephalus quaestuosus
- Anomoea strigata
- Euryscopa bellorum
- Euryscopa snellingi
- Euryscopa rozeni
- Euryscopa vagabunda vagabunda
- Megalostomis anachoreta
- Megalostomis analis
- Megalostomis basilaris
- Megalostomis platyceros
- Proctophana labergei
- Proctophana tomentosa
- Urodera tetraspilota
- Aulacochlamys costicollis
- Aulacochlamys pygidialis
- Chlamisus bartletti
- Chlamisus cinerea
- Chlamisus constrictipennis
- Chlamisus inca
- Chlamisus peruana
- Chlamisus schereri
- Exema chapuisi

## Galerucinae
W Peru stwierdzono 270 gatunków z 3 plemion:

### Galerucini
- Caraguata apleurica
- Caraguata approximata
- Caraguata flavocincta
- Caraguata hebes hebes
- Caraguata hebes uniformis
- Caraguata punctifrons
- Caraguata sublimbata sublimbata
- Coelomera atrocaerulea
- Coelomera basalis
- Coelomera bipustulata
- Coelomera buckleyi
- Coelomera cajennensis
- Coelomera cinxia
- Coelomera jacobyi
- Coelomera janthinipennis
- Coelomera opaca
- Coelomera ruficornis amazonica
- Coelomera tenuicornis
- Coelomera weyrauchi
- Dircema aegidium
- Dircema chanchamayense
- Dircema cyanipenne
- Dircema discedens
- Dircema discoidale discoidale
- Dircema discoidale marginicolle
- Dircema evidens
- Dircema femininum
- Dircema fraternum
- Dircema freyi
- Dircema jacobyi
- Dircema laetum
- Dircema marginatum
- Dircema occipitale
- Dircema peruanum
- Dircema pulchrum
- Dircema sordidum
- Dircema weyrauchi
- Itaitubana conjuncta
- Itaitubana illigata
- Itaitubana peruviana
- Itaitubana vittata
- Metalepta degandii
- Metalepta tuberculata
- Monocesta dimidiata
- Monocesta equestris
- Monocesta ornata cyaneosignata
- Monocesta splendida
- Narichona weyrauchi
- Neolochmaea obliterata
- Platynocera murina
- Platynocera peruviana
- Schematiza apicalis
- Schematiza excentrica
- Schematiza synchrona
- Syphaxia maculata
- Yingaresca devota
- Yingaresca labida
- Yingaresca zezia

### Luperini
- Acalymma bivittulum bivittulum
- Acalymma bivittulum exiguum
- Acalymma chinchaense
- Acalymma consimile
- Acalymma cornutum
- Acalymma demissum
- Acalymma incum incum
- Acalymma kirschi
- Acalymma microfidium
- Acalymma rubeolum
- Acalymma thiemei retinulum
- Acalymma venale
- Aristobrotica angulicollis
- Aristobrotica spectabilis
- Buckibrotica cinctipennis
- Cerotoma arcuata tingomariana
- Cerotoma fascialis fascialis
- Cerotoma nodicornis
- Cochabamba erythrodera
- Cochabamba rugulosa
- Deinocladus fascicollis
- Diabrotica arcuata
- Diabrotica baeri
- Diabrotica boliviana
- Diabrotica buqueti
- Diabrotica callangaensis
- Diabrotica carolae
- Diabrotica conciliata
- Diabrotica confusa atrocostata
- Diabrotica decempunctata aspera
- Diabrotica decempunctata semiviridis
- Diabrotica decempunctata sicuanica
- Diabrotica decempunctata sparsella
- Diabrotica decolor
- Diabrotica firmiona
- Diabrotica fuscula
- Diabrotica gracilenta
- Diabrotica lacordairi
- Diabrotica lucifera
- Diabrotica mapiriensis gussi
- Diabrotica mapiriensis mapiriensis
- Diabrotica mauliki
- Diabrotica melanopa
- Diabrotica minuta
- Diabrotica neolineata
- Diabrotica nigromaculata
- Diabrotica pachitensis
- Diabrotica peruensis
- Diabrotica purpurascens
- Diabrotica quinquemaculata
- Diabrotica sanguinicollis
- Diabrotica scripta perlecta
- Diabrotica semisulcata
- Diabrotica septemliturata
- Diabrotica sesquilineata
- Diabrotica sharpi usualis
- Diabrotica sinuata
- Diabrotica speciosa amabilis
- Diabrotica speciosa vigens
- Diabrotica speciosissima
- Diabrotica terminalis
- Diabrotica testaceicollis
- Diabrotica tumidicornis
- Diabrotica viridula
- Diabrotica zischkai
- Diabrotica zischkai zischkai
- Eccoptopsis clara
- Eccoptopsis piceofasciata
- Ensiforma inflaticornis
- Eucerotoma capitata
- Eucerotoma huallagensis
- Eucerotoma mapiriensis mapiriensis
- Eucerotoma octopunctata
- Eucerotoma timothea
- Gynandrobrotica conchula
- Gynandrobrotica gestroi
- Gynandrobrotica huacapistana huacapistana
- Gynandrobrotica huacapistana semiregularis
- Halinella callangensis
- Halinella coroicensis
- Halinella suturalis
- Hystiopsis nigriventris
- Hystiopsis peruensis
- Hystiopsis zonata
- Isotes abdominalis
- Isotes albocincta
- Isotes albopicta
- Isotes anisochroma
- Isotes atrobasalis
- Isotes beatrix
- Isotes bicincta
- Isotes callanga
- Isotes cargona
- Isotes caryocara
- Isotes cassia
- Isotes certans
- Isotes cyaneoplagiata
- Isotes delicula
- Isotes dimidiatipennis
- Isotes dorsalis
- Isotes erasmia
- Isotes erythroptera
- Isotes ilicina
- Isotes imbuta
- Isotes lata
- Isotes limbifera
- Isotes marcapa
- Isotes neoallardi
- Isotes nestina
- Isotes oxybella oxybella
- Isotes oxybella xanthina
- Isotes persilea
- Isotes peruana
- Isotes plagiata
- Isotes praedita
- Isotes praestans
- Isotes prodiga
- Isotes protalma
- Isotes quadratica
- Isotes quadrinotata
- Isotes quadrisignata
- Isotes rhaesa
- Isotes rubripennis
- Isotes rufina
- Isotes sangueinipennis
- Isotes setifera
- Isotes severula
- Isotes subangulata
- Isotes taeniolata
- Isotes taeniolescens
- Isotes thammii
- Isotes theonella
- Isotes togata
- Isotes venissa
- Isotes vittula
- Lilophaea julia
- Lilophaea mapirii
- Lilophaea piceola
- Luperodes andicola
- Luperodes angustofasciatus
- Luperodes binotatus
- Luperodes callangensis
- Luperodes callopterus
- Luperodes camillus
- Luperodes filicornis
- Luperodes leucopygus
- Luperodes marcapatensis
- Luperodes rosenbergi
- Luperosoma koepeckei
- Metrioidea weisei
- Metrobrotica geometrica
- Neobrotica anisocincta
- Neobrotica bowditchi
- Neobrotica comma additionalis
- Neobrotica erythrinae
- Neobrotica hepatica
- Neobrotica octosignata
- Palmaria tibialis
- Paranapiacaba amplexa
- Paranapiacaba angustofasciata
- Paranapiacaba chevrolati imperfecta
- Paranapiacaba galera
- Paranapiacaba guyanensis
- Paranapiacaba humeralis
- Paranapiacaba paranacita
- Paranapiacaba unicincta
- Paratriarius alternans
- Paratriarius ambitiosus
- Paratriarius flavolimbatus
- Paratriarius lecontei
- Paratriarius nigrotibialis
- Paratriarius ornatus
- Paratriarius unifasciatus
- Porechontes albiventris
- Trachyscelida boliviana boliviana
- Trachyscelida boliviana marcapatensis
- Trachyscelida fluorescens
- Trachyscelida robusta
- Trichobrotica brasiliensis
- Zischkaita jeronymia

### Metacyclini
- Byblitea cyaneomaculata
- Chthoneis forticornis
- Chthoneis furcata
- Chthoneis iquitoensis
- Chthoneis marginicollis
- Chthoneis pebasa
- Chthoneis stuarti coerulescens
- Exora callanga
- Exora diversemaculata
- Exora encaustica narensis
- Exora encaustica satipoensis
- Exora erotylina
- Exora obsoleta
- Exora olivacea
- Exora signifera
- Exora tippmanni
- Pyesia cincta
- Pyesia detrita detrita
- Pyesia donckieri
- Pyesia elytropleuralis elytropleuralis
- Pyesia erythrura
- Trigonexora spissa
- Uaupesia buckleyi
- Zepherina beniensis
- Zepherina brevicollis
- Zepherina callangensis
- Zepherina defensa

## Lamprosomatinae
W Peru stwierdzono 1 gatunek:
- Lamprosoma ardens

## Pchełki ziemne(Halticinae)
Klasyfikowane są też jako plemię Halticini w obrębie Galerucinae. W Peru stwierdzono 370 gatunków:

- Acallepitrix boliviana
- Acallepitrix carinata
- Acallepitrix erichsoni
- Acallepitrix huallagensis
- Acallepitrix inaequalis
- Acallepitrix lima
- Acallepitrix pachiteensis
- Acanthonycha dimidiata
- Acanthonycha elegantula
- Acanthonycha geniculata
- Acanthonycha hermesia
- Acanthonycha inca
- Acanthonycha laevissima
- Acanthonycha lucifuga
- Acanthonycha oberthuri
- Acanthonycha peruana
- Acanthonycha sinastra
- Acanthonycha violescens
- Acanthonycha weyrauchi
- Agasicles connexa
- Alagoasa bipartita
- Alagoasa bisbinotata
- Alagoasa bistrifasciata
- Alagoasa cardinalis
- Alagoasa cinctipennis
- Alagoasa consimilis
- Alagoasa difficilis
- Alagoasa dissepta
- Alagoasa imperialis
- Alagoasa insepta
- Alagoasa norbertina
- Alagoasa obscuripennis
- Alagoasa posticalis
- Alagoasa praecincta
- Alagoasa prompta
- Alagoasa pulchra
- Alagoasa quadrifasciata
- Alagoasa sagulata
- Alagoasa scissa
- Alagoasa serrulata
- Alagoasa sordida
- Alagoasa tippmanni
- Alagoasa trifasciata
- Alagoasa xanthoviolacea grossisoma
- Altica blancasi
- Altica convexa
- Altica facialis
- Apalotrius flavofasciatus
- Aphthona carmen
- Aphthona ecuadoriensis
- Aphthona erythroderma
- Aphthona marcapata
- Aphthona rita
- Aphthona trapezifera
- Asphaera albomarginata
- Asphaera basimaculata
- Asphaera brevicollis
- Asphaera dejeani
- Asphaera discofasciata
- Asphaera divisa
- Asphaera elegantula
- Asphaera glabripennis
- Asphaera granulosa
- Asphaera limitata
- Asphaera maculicollis
- Asphaera mylabroides
- Asphaera neglecta
- Asphaera octopunctata
- Asphaera quadrifasciata quadrifasciata
- Asphaera separata
- Asphaera thamni
- Bellacincta rufolimbata
- Brasilaphthona conchita
- Brasilaphthona dilutiventris naniuscula
- Brasilaphthona lomia
- Brasilaphthona pachitea
- Brasilaphthona scylla
- Cacoscelis jacobyi
- Cacoscelis lucens
- Cacoscelis marginata binotata
- Cacoscelis marginata compta
- Callangaltica batesi
- Caloscelis jansoni
- Capraita callifera
- Capraita elke
- Capraita motschulskyi
- Capraita olivaceonotata
- Capraita pallescens
- Capraita perpendicularis
- Capraita turpis acuta
- Cerichrestus allardi
- Cerichrestus curvilinea
- Cerichrestus jacobyi
- Chaetocnema daphne
- Chaetocnema kimi
- Chaetocnema margherita
- Chaetocnema melania
- Chaparena limbata
- Chaparena sericea
- Chorodecta peruana
- Chrysomila cycloeides
- Chrysomila dichroa
- Chrysomila erwini
- Conococha blancasi
- Conococha parva
- Conococha weyrauchi
- Coroicona bilineata
- Coroicona cinderella
- Coroicona jacobyi
- Crepidodera alwina
- Crepidodera longicornis
- Crepidodera magistralis
- Crepidodera peruviana
- Crepidodera vagabunda
- Crimissa cruralis
- Dinaltica cephalica
- Dinaltica discicollis
- Dinaltica hetaera
- Dinaltica melanopoecilia
- Dinaltica zenona
- Diosyphraea gradualis
- Diosyphraea homogena
- Diosyphraea kuscheli
- Diosyphraea subcostata
- Diphaltica peruviana
- Diphaltica posticata
- Diphaltica sulcifrons
- Diphaltica weyrauchi
- Diphaulaca aulica arguta
- Disonycha glabrata
- Disonycha imitans
- Disonycha peruana
- Disonycha verticalis
- Disonycha vittipennis
- Disonycha yurimaguensis
- Elithia grossa
- Epitrix apicicornis
- Epitrix mercuria
- Epitrix ocobamba
- Epitrix parvula
- Epitrix ranquela
- Epitrix sejuncta
- Epitrix subcrinita
- Epitrix ubaquensis
- Epitrix weyrauchi
- Epitrix yanazara
- Eugoniola dimidiatipennis
- Exartematopus bicolor
- Exartematopus guttipennis
- Forsterita brachyptera
- Forsterita punensis
- Glenidion peruanum
- Glenidion piceolum
- Heikertingerella adusta
- Heikertingerella capitata
- Heikertingerella dimorpha
- Heikertingerella homosculpta homosculpta
- Heikertingerella integra
- Heikertingerella iridescens
- Heikertingerella labialis
- Heikertingerella limbalis
- Heikertingerella quincemilensis
- Heikertingerella simillima
- Heikertingerella subordinata
- Heikertingeria boliviana
- Homotyphus aureonotatus
- Homotyphus bolivianus
- Homotyphus cellularius
- Homotyphus cleroides
- Homotyphus dextrosus
- Homotyphus erichsoni
- Homotyphus flexibilis
- Homotyphus granulosus
- Homotyphus pachiteensis
- Homotyphus roseobrunneus
- Homotyphus spinipennis
- Homotyphus xanthochlorus
- Hypolampsis mimulus
- Hypolampsis thamni
- Iphitrea dilatipennis
- Iphitrea peruana
- Kuschelina adjuncta
- Lacpatica monacha
- Lactina callagensis
- Lactina laevicollis
- Longitarsus peruvianus
- Longitarsus substrangulatus
- Lysathia limana
- Macrohaltica amethystina amethystina
- Macrohaltica costata costata
- Macrohaltica languida
- Macrohaltica plicata
- Macrohaltica weyrauchi
- Marcapatia longicornis
- Monomacra aeneonotata
- Monomacra apicicornis
- Monomacra bicolorata
- Monomacra caprai
- Monomacra clypeata
- Monomacra decorata
- Monomacra elisa
- Monomacra funerea
- Monomacra hispostoma
- Monomacra inca
- Monomacra kirschi
- Monomacra limbatipennis
- Monomacra marcapatensis
- Monomacra matucana
- Monomacra melaleuca
- Monomacra peruviana
- Monomacra physostoma
- Monomacra piela
- Monomacra rufobrunnea
- Monomacra sesquifasciata
- Monomacra viridis
- Monoplatus sericeus
- Nasigona cruentata
- Nasigona pallida
- Neodiphaulaca janthinipennis
- Nephrica basalis
- Nephrica kirschi
- Nephrica unifasciata
- Notozona bivittata
- Ocnoscelis boliviana
- Ocnoscelis callangensis
- Ocnoscelis cornuta
- Ocnoscelis cyanoptera
- Ocnoscelis peruana
- Omophoita abendrothi
- Omophoita aequatorialis variabilis
- Omophoita aequinoctialis aequinoctialis
- Omophoita albicincta
- Omophoita albicollis
- Omophoita angustolineata
- Omophoita apicata
- Omophoita balyi
- Omophoita biconcava
- Omophoita chapuisi
- Omophoita clavareaui
- Omophoita clerica
- Omophoita curialis
- Omophoita discicollis
- Omophoita elegantissima elegantissima
- Omophoita erichsoni
- Omophoita ernesta
- Omophoita funerea
- Omophoita fuscofasciata
- Omophoita hilaris
- Omophoita homolimbia
- Omophoita inaequalis
- Omophoita inca
- Omophoita jessiae
- Omophoita lima
- Omophoita limbifera
- Omophoita longicollis
- Omophoita maculipennis
- Omophoita magistralis
- Omophoita meticulosa
- Omophoita pauperata
- Omophoita personata
- Omophoita peruviana
- Omophoita praedestinata
- Omophoita prosternalis
- Omophoita quadrinotata
- Omophoita reflexicollis
- Omophoita sariguea
- Omophoita succincta rubens
- Omophoita variegata
- Omophoita vermiculosa
- Omophoita weyrauchi
- Omophoita zonulata
- Omototus rubripennis
- Palopoda tersa
- Paranaita opulenta
- Parasyphraea homolimbia
- Parasyphraea isolda
- Parasyphraea llama
- Parasyphraea ultrasimilis sublaevis
- Parchicola brevicollis
- Pedilia albicornis
- Phenrica aemula reticulata
- Phenrica aequinoctialiformis
- Phenrica albicincta
- Phenrica austriaca
- Phenrica bolera
- Phenrica boliviana
- Phenrica erichsoni
- Phenrica fulcrata
- Phenrica fulvicornis
- Phenrica helmina
- Phenrica inclusa obscurior
- Phenrica marginata
- Phenrica mathani
- Phenrica obsolescens
- Phenrica ornata
- Phenrica perichroma
- Phenrica petra
- Phenrica plagosa
- Phenrica pulchella
- Phenrica punctifera
- Phenrica ucayalensis
- Phenrica vicina grandis
- Physimerus foveolatus
- Physimerus mimulus
- Physimerus murinus
- Physimerus plumbeus
- Physimerus sobrinus
- Physimerus soricinus
- Prasona freyi
- Prasona peruviana
- Prasona prasina
- Pseudoepitrix apicicornis
- Psilapha varians
- Ptocadica straminea
- Resistenciana baeri
- Rhynchasphaera basisticta
- Rhynchasphaera latipleura
- Roicus trifasciatus
- Rosalactica maculicollis
- Rosalactica roseonotata
- Sophraena peruviana
- Sparnus bicolor
- Sphaeronychus fulvus
- Stegnea nigripes
- Strabala weyrauchi
- Syphrea adpressa
- Syphrea basicostata
- Syphrea calcarifera
- Syphrea clavitibialis
- Syphrea conciliata
- Syphrea convexa
- Syphrea facialis
- Syphrea kuscheli kuscheli
- Syphrea nitidissima
- Syphrea pachiteensis
- Syphrea punctatostriata
- Syphrea viridilucens
- Syphrea viridis
- Syphrea zena
- Systena marcapatensis
- Systena melanocephala
- Systena s-littera colligata
- Systena s-littera s-littera
- Tetragonotes flexuosus
- Trichaltica thamni
- Utingaltica malliciosa
- Utingaltica plagiata
- Utingaltica spinifera
- Utingaltica tingomariana
- Varicoxa grossa
- Walterianella amabilis
- Walterianella callipoda
- Walterianella copelia
- Walterianella decora
- Walterianella hypervariata
- Walterianella lucia
- Walterianella marginata
- Walterianella nasalis
- Walterianella nigrimana
- Walterianella ophthalmica
- Walterianella peruviana
- Walterianella plagiata
- Walterianella prominula
- Walterianella propugnaculum septemmaculata
- Walterianella tarsata
- Walterianella terminata
- Walterianella triloba
- Walterianella variata
- Yungaltica schindleri
- Zeteticus bifasciatus

## Tarczykowate(Cassidinae)
W Peru stwierdzono 620 gatunków z 18 plemieon:

### Alurnini
- Alurnus batesii
- Alurnus bipunctatus
- Alurnus eckardtae
- Alurnus grossus
- Alurnus humeralis
- Alurnus obliquus
- Alurnus orbignyi
- Pseudocalaspidea cassidea

### Arescini
- Arescus histrio
- Arescus hypocrita
- Arescus labiatus
- Arescus laticollis
- Arescus sp. 1
- Arescus sp. 2
- Nympharescus proteus
- Nympharescus separatus
- Nympharescus sp. 1

### Cephaloleleiini
- Aslamidium bolivianum
- Aslamidium capense
- Aslamidium ecuadoricum
- Aslamidium quatuor-decimmaculatum
- Aslamidium semicirculare
- Aslamidium formosum
- Aslamidium lescheni
- Calliaspis andicola
- Calliaspis bohemani
- Calliaspis brevicorne
- Calliaspis cinnabarina
- Calliaspis cyaneomicans
- Calliaspis rubra
- Cephaloleia abdominalis
- Cephaloleia affinis
- Cephaloleia amazona
- Cephaloleia approximata
- Cephaloleia bipartita
- Cephaloleia chica
- Cephaloleia clarkella
- Cephaloleia convexifrons
- Cephaloleia corallina
- Cephaloleia degandei
- Cephaloleia dilaticollis
- Cephaloleia dilectans
- Cephaloleia dimidiaticornis
- Cephaloleia erichsonii
- Cephaloleia flavipennis
- Cephaloleia grayei
- Cephaloleia histrio
- Cephaloleia humeralis
- Cephaloleia interstilialis
- Cephaloleia kolbei
- Cephaloleia laeta
- Cephaloleia luridipennis
- Cephaloleia neglecta
- Cephaloleia nigriceps
- Cephaloleia nigricornis
- Cephaloleia ornata
- Cephaloleia parenthesis
- Cephaloleia pretiosa
- Cephaloleia princeps
- Cephaloleia pulchella
- Cephaloleia quinquemaculata
- Cephaloleia saundersii
- Cephaloleia tetraspilota
- Cephaloleia unctula
- Cephaloleia uniguttata
- Cephaloleia vittipennis
- Demotispa baeri
- Demotispa brunneofasciata
- Demotispa fallaciosa
- Demotispa neivei
- Homalispa apicalis
- Homalispa armata
- Homalispa batesii
- Homalispa coeruleipennis
- Homalispa marginata
- Homalispa mendax
- Homalispa reticulata
- Homalispa sp. 1
- Imatidium banghaasi
- Imatidium rufiventra
- Imatidium thoracicum
- Imatidium sp. 1
- Imatidium sp. 2
- Imatidium sp. 3
- Parimatidium cyanipenne
- Parimatidium garleppi
- Parimatidium rubrum
- Spaethaspis peruviana
- Stenispa peruana
- Stilpnaspis bicolorata
- Stilpnaspis coccinatum
- Stilpnaspis fulvimana
- Stilpnaspis melancholea
- Stilpnaspis peruana
- Stilpnaspis pulchella
- Stilpnaspis scarlatinum

### Hispoleptini
- Hispoleptis subfasciata

### Hybosispini
- Hybosispa bipartita
- Hybosispa melanura

### Prosopodontini
- Prosopodonta dichora
- Prosopodonta montana
- Prosopodonta proxima

### Chalepini
- Acanthodes baeri
- Acanthodes lateralis
- Acanthodes limbata
- Acanthodes tarsata
- Acanthodes sp. 1
- Anisostena scapularis
- Baliosus baeri
- Baliosus semitestaceus
- Bruchia armata
- Chalepotatus antennalis
- Chalepus alternevittatus
- Chalepus bicoloriceps
- Chalepus binotaticollis
- Chalepus cincticollis
- Chalepus flexuosus
- Chalepus garleppi
- Chalepus modestus
- Chalepus nigrovirens
- Chalepus porosus
- Chalepus pullus
- Chalepus putzeysi
- Chalepus viduus
- Chalepus sp. 1
- Chalepus sp. 2
- Chalepus sp. 3
- Chalepus sp. 4
- Chalepus sp. 5
- Chalepus sp. 6
- Chalepus sp. 7
- Chalepus sp. 8
- Chalepus sp. 9
- Chalepus sp. 10
- Charistena ruficollis
- Corynispa clavicornis
- Clinocarinispa vinculata
- Decatelia lema
- Decatelia sp. 1
- Heterispa vinula
- Metazycera particularis
- Octhispa callangana
- Octhispa flexuosa
- Octhispa peruana
- Octhispa prescutellaris
- Octhispa rugata
- Octhispa sp. 1
- Octhispa sp. 2
- Octhispa sp. 3
- Oxychalepus anchora
- Oxychalepus externus
- Oxychalepus opacicolli
- Oxyroplata soror
- Pentispa geniculata
- Physocoryna expansa
- Physocoryna scabra
- Platocthispa apicicornis
- Probaenia baeri
- Probaenia crenata
- Probaenia grayi
- Probaenia latefasciata
- Probaenia ruficeps
- Probaenia tibiella
- Probaenia vittulosa
- Probaenia sp. 1
- Probaenia sp. 2
- Sternostena laeta
- Sternostena varians
- Stethispa bonvouloirii
- Stethispa gratiosa
- Stethispa hastata
- Sumitrosis lebasi
- Sumitrosis lepidula
- Sumitrosis peruana
- Sumitrosis tesseraria
- Sumitrosis weyrauchi
- Uroplata andicola
- Uroplata decipiens
- Uroplata humeralis
- Uroplata mucronata
- Uroplata peruana
- Uroplata pusilla
- Uroplata rufifrons
- Uroplata strandi
- Uroplata vicina
- Uroplata sp. 1.
- Uroplata sp. 2.
- Uroplata sp. 3.
- Xenochalepus peruvianus
- Xenochalepus thoracicus
- Xenochalepus annulipes
- Xenochalepus apicipennis
- Xenochalepus brasiliensis
- Xenochalepus cephalotes
- Xenochalepus guerini
- Xenochalepus longiceps
- Xenochalepus sp. 1
- Xenochalepus sp. 2

### Sceloenoplini
- Acentroptera emdeni
- Sceloenopla anchoralis
- Sceloenopla annulipes
- Sceloenopla basalis
- Sceloenopla bidens
- Sceloenopla calopteroides
- Sceloenopla callangana
- Sceloenopla carinata
- Sceloenopla collaris
- Sceloenopla contraria
- Sceloenopla crassicornis
- Sceloenopla emarginata
- Sceloenopla evanida
- Sceloenopla kolbei
- Sceloenopla kraatzi
- Sceloenopla lineolata
- Sceloenopla lydiae
- Sceloenopla maculata
- Sceloenopla marcapatana
- Sceloenopla melanospila
- Sceloenopla meridionalis
- Sceloenopla mitis
- Sceloenopla monrosi
- Sceloenopla munda
- Sceloenopla obsoleta
- Sceloenopla peruviana
- Sceloenopla rectelineata
- Sceloenopla robinsonii
- Sceloenopla rubrosinuata
- Sceloenopla sinuaticollis
- Sceloenopla viridinotata
- Sceloenopla vittaticollis
- Sceloenopla sp. 1.
- Sceloenopla sp. 2.
- Sceloenopla sp. 3.
- Sceloenopla sp. 4.
- Sceloenopla sp. 5.

### Delocraini
- Delocrania sp.

### Hemisphaerotini
- Spaethiella circumdata
- Spaethiella coccinea
- Spaethiella costipennis
- Spaethiella erhardti
- Spaethiella flavocincta
- Spaethiella quadrata
- Spaethiella rotundior
- Spaethiella rufocincta
- Spaethiella sanguinea

### Spilophorini
- Calyptocephala procerula
- Oediopalpa guerinii
- Oediopalpa laticollis
- Oediopalpa titschacki
- Oediopalpa varipes
- Oediopalpa viridipennis
- Spilophora lacrimata
- Spilophora nigriceps
- Spilophora peruana
- Spilophora trigemina

### Dorynotini
- Dorynota nigra
- Dorynota carlosi
- Dorynota collucens
- Dorynota electa
- Dorynota kiesenwetteri
- Dorynota peregrina
- Dorynota storki
- Dorynota viridimetallica
- Paranota ensifera
- Paranota parallela

### Goniocheniini
- Chlamydocassis metallica
- Chlamydocassis perforata
- Chlamydocassis ruderaria
- Goniochenia discors
- Goniochenia flavosparsa
- Goniochenia haroldi
- Goniochenia peruviana
- Polychalma multicava

### Ischyrosonychini
- Cistudinella lata
- Cistudinella obducta
- Cistudinella peruana
- Cistudinella plagicollis
- Physonota dilatata

### Omocerini
- Canistra osculatii
- Canistra procera
- Canistra varicosa
- Cyclosoma tristis
- Cyclosoma fuscopunctata
- Cyclosoma spurca
- Cyclosoma gloriosa
- Cyclosoma mirabilis
- Discomorpha amazona
- Discomorpha atahualpai
- Discomorpha batesii
- Discomorpha bernhaueri
- Discomorpha biplagiata
- Discomorpha ducalis
- Discomorpha ganglbaueri
- Discomorpha hirsuta
- Discomorpha instabilis
- Discomorpha metallica
- Discomorpha miniata
- Discomorpha peruviana
- Discomorpha pinkeri
- Discomorpha putamayoensis
- Discomorpha schusteri
- Discomorpha sjoestedti
- Discomorpha waegneri
- Discomorpha araii
- Discomorpha fryi
- Discomorpha latissima
- Discomorpha mandii
- Discomorpha seckyi
- Discomorpha speciosa
- Discomorpha tigreensis
- Omocerus aureicornis
- Omocerus insculptus
- Omocerus purpureus
- Omocerus tenebrosus
- Omocerus angullicollis
- Omocerus creberrimus
- Omocerus reticulatus

### Cassidini
- Agroiconota atromaculata
- Agroiconota carlobrivioi
- Agroiconota conflagrata
- Agroiconota judaica
- Agroiconota pullula
- Agroiconota subtriangularis
- Agroiconota tristriata
- Charidotella bifasciata
- Charidotella canchamayana
- Charidotella carnulenta
- Charidotella circumnotata
- Charidotella fumosa
- Charidotella glaucovittata
- Charidotella immaculata
- Charidotella incorrupta
- Charidotella limpida
- Charidotella liquida
- Charidotella myops
- Charidotella pectoralis
- Charidotella puella
- Charidotella purpurea
- Charidotella rasilis
- Charidotella sexpunctata
- Charidotella zona
- Charidotella rubicunda
- Charidotella peruviana
- Charidotis aurofasciata
- Charidotis cincticulus
- Charidotis descrobata
- Charidotis desulta
- Charidotis divisa
- Charidotis erythraea
- Charidotis frugalis
- Charidotis huallagensis
- Charidotis incincta
- Charidotis leprieuri
- Charidotis luteola
- Charidotis porosula
- Charidotis pulchra
- Charidotis punctatostriata
- Charidotis quadrimaculata
- Charidotis scarlatina
- Charidotis spreta
- Charidotis subrubra
- Charidotis venusta
- Charidotis vitreata
- Coptocycla adamantina
- Coptocycla dolosa
- Coptocycla placida
- Coptocycla constellata
- Cteisella centropunctata
- Cteisella confusa
- Cteisella imitatrix
- Cteisella magica
- Cteisella ramosa
- Deloyala cruciata
- Gratiana boliviana
- Hybosa insculpta
- Hybosa mellicula
- Hybosa santaritae
- Ischnocodia annulus
- Metrionella irrorata
- Metrionella placans
- Metrionella strandi
- Microctenochira bipellucida
- Microctenochira circinaria
- Microctenochira danielssoni
- Microctenochira diabolica
- Microctenochira diffinis
- Microctenochira discrepans
- Microctenochira dissoluta
- Microctenochira fairmairei
- Microctenochira freyi
- Microctenochira gagatina
- Microctenochira guttula
- Microctenochira marginata
- Microctenochira mystica
- Microctenochira optata
- Microctenochira peltata
- Microctenochira reticularis
- Microctenochira semilunaris
- Microctenochira sertata
- Nuzonia isthmica
- Nuzonia laqueifera
- Nuzonia uniformis
- Orexita blanchardi
- Orexita blattoides
- Orexita dolorosa
- Orexita plagipennis
- Orexita sapida
- Orexita subgibbosa
- Orexita subopaca
- Orexita varians
- Orexita woytkowskii
- Parachirida pustulata
- Parachirida semiannulata
- Plagiometriona amplexa
- Plagiometriona baeri
- Plagiometriona boliviana
- Plagiometriona circulifera
- Plagiometriona clarki
- Plagiometriona eggi
- Plagiometriona enotata
- Plagiometriona foliata
- Plagiometriona jucunda
- Plagiometriona mellitula
- Plagiometriona peruana
- Plagiometriona phoebe
- Plagiometriona pulchella
- Plagiometriona sponsa
- Plagiometriona subparallela
- Plagiometriona subprasina
- Plagiometriona vesiculifera
- Plagiometriona vespertilio

### Eugenysini
- Agenysa caedemadens
- Agenysa connectens
- Agenysa peruviana
- Eugenysa bohemani
- Eugenysa colossa
- Eugenysa cuprifulgens
- Eugenysa delicata
- Eugenysa divalis
- Eugenysa imperialis
- Eugenysa lata
- Eugenysa regalis
- Eugenysa unicolor
- Eugenysa willineri
- Miocalaspis flavofasciata
- Mioacalspis gentilis
- Miocalaspis putilla

### Mesomphaliini
- Acromis sparsa
- Acromis spinifex
- Acromis venosa
- Acromis sp.
- Botanochara convexiuscula
- Botanochara haematodes
- Botanochara impressa
- Botanochara ordinata
- Botanochara regina
- Chelymorpha andicola
- Chelymorpha areata
- Chelymorpha cingulata
- Chelymorpha constellata
- Chelymorpha cribraria
- Chelymorpha infirma
- Chelymorpha multipicta
- Chelymorpha nigricollis
- Chelymorpha peruana
- Chelymorpha praetextata
- Chelymorpha rufoguttata
- Cyrtonota banghaasi
- Cyrtonota bistigma
- Cyrtonota caprishensis
- Cyrtonota cyanea
- Cyrtonota dissecta
- Cyrtonota elongata
- Cyrtonota honorata
- Cyrtonota honorata
- Cyrtonota machupicchu
- Cyrtonota paupertina
- Cyrtonota ruforeticulata
- Cyrtonota serinus
- Cyrtonota sexpustulata
- Cyrtonota smaragdina
- Cyrtonota steinheili
- Cyrtonota viridicaerulea
- Echoma (Echoma) bonfilsii
- Echoma (Echoma) callangana
- Echoma (Echoma) clypeata
- Hilarocassis evanida
- Mesomphalia sexmaculata
- Omaspides abbreviata
- Omaspides augusta
- Omaspides bioculata
- Omaspides conjugens
- Omaspides ellipsigera
- Omaspides erichsoni
- Omaspides flavofasciata
- Omaspides iheringi
- Omaspides insculptus
- Omaspides picaflorensis
- Omaspides pulchella
- Omaspides quadrifenestrata
- Omaspides scutaria
- Omaspides specularis
- Omaspides tenuicula
- Omaspides trichroa
- Paraselenis (marginipennis)
- Paraselenis brunnidorsis
- Paraselenis puncticollis
- Paraselenis tersa
- Stolas armirantensis
- Stolas atalayaensis
- Stolas bioculata
- Stolas callizona
- Stolas calvata
- Stolas cassandra
- Stolas castigata
- Stolas clathrata
- Stolas coalita
- Stolas coerulescens
- Stolas comis
- Stolas consanguinea
- Stolas consociata
- Stolas cordata
- Stolas corruptiva
- Stolas cruentata
- Stolas discoides
- Stolas duricoria
- Stolas erichsoni
- Stolas eugenea
- Stolas eurydice
- Stolas flavipennis
- Stolas flavomarginata
- Stolas flavoreticulata
- Stolas floccosa
- Stolas funebris
- Stolas hermanni
- Stolas huanocensis
- Stolas hypocrita
- Stolas imitatrix
- Stolas inca
- Stolas inexculta
- Stolas intermedia
- Stolas isthmica
- Stolas kaestneri
- Stolas kraatzi
- Stolas lacertosa
- Stolas latevittata
- Stolas lineaticollis
- Stolas mannerheimi
- Stolas napoensis
- Stolas obvoluta
- Stolas omaspidiformis
- Stolas pertusa
- Stolas placida
- Stolas pleurosticha
- Stolas praecalva
- Stolas pucallpaensis
- Stolas quatuordecimsignata
- Stolas quinquefasciata
- Stolas rubicundula
- Stolas sanguineovittata
- Stolas scoparia
- Stolas socialis
- Stolas stragula
- Stolas stygia
- Stolas submetallica
- Stolas uniformis
- Stolas verecunda
- Stolas zonata
- Trilaccodea langei
- Trilaccodea schneideri
- Xenicomorpha scapularis